# Bukgajwa-dong
Bukgajwa-dong (koreanska: 북가좌동) är en stadsdel i stadsdistriktet Seodaemun-gu i Sydkoreas huvudstad Seoul.

## Indelning
Administrativt är Bukgajwa-dong indelat i:
| Namn      | Namn                | Yta km² | Invånare 31 dec 2020 |
| --------- | ------------------- | ------- | -------------------- |
| 북가좌1동 | Bukgajwa 1(il)-dong | 0,55    | 18 557               |
| 북가좌2동 | Bukgajwa 2(i)-dong  | 0,84    | 32 947               |